# Johann Aretin August Eggert
Johann Aretin August Eggert († 1836) war ein preußischer Bergbeamter.

## Leben
Eggert besuchte im Jahre 1782 das Gymnasium in Eisleben und trat später in den Dienst des kursächsischen, ab 1806 königlich-sächsischen Bergamtes in Eisleben in der früheren Grafschaft Mansfeld. 1805 wird er als kursächsischer Bergrichter und Bergschreiber beim Bergamt und der Bergamtsexpedition in Eisleben bezeichnet. In der Folge stieg er zum Bergrat auf. Nachdem die frühere Grafschaft Mansfeld mit Ausnahme der beiden Ämter Artern und Bornstedt an das Königreich Westphalen gefallen war, blieb Eggert in Eisleben und leistete dem König von Westphalen den Diensteid. Auch als sich nach der Völkerschlacht bei Leipzig die Zeiten wieder änderten, blieb Eggert im Dienst. Er wechselte jedoch den Dienstort von Eisleben nach Halle, wo er beim preußischen Oberbergamt Halle zum Oberbergrat ernannt wurde. Ab 1816 nahm er gleichzeitig in Halle die Funktion des Bergvogts in Thüringen war, nachdem der königlich-sächsische Träger dieser Dienstfunktion, Oberzehnter Ziegenhorn, Anfang 1815 in Sangerhausen verstorben war und die Bergvogt-Stelle interimistisch verwaltet werden musste. 1827 wurde die Bergvogtei Thüringen ausgelöst und dadurch Eggert entlastet. Aufgrund der Niederlegung dieses Nebenämtes erhielt er jedoch weniger Einkünfte, woraufhin er ein Gesuch um finanzielle Entschädigung stellte.
1836 musste er aufgrund seines hohen Alters und zunehmender Krankheit beurlaubt werden. Kurze Zeit später verstarb er.
Zu seinem Freundeskreis aus Jugendjahren zählte Friedrich Koenig, der Erfinder der Schnellpresse.
Sein Sohn Aretin Theodor Eggert trat in die Fußstapfen des Vaters. Nachdem Besuch der Landesschule Pforta wurde er Bergrichter in Eisleben. Gleichzeitig wirkte er als Parimonialrichter. Am 1. April 1849 erfolgte seine Berufung zum Rechtsanwalt und Notar beim Kreisgericht Eisleben.